# رونالد توبيد
رونالد توبيد مواليد 15 أكتوبر 1981 في إيلويلو، هو لاعب كرة سلة فلبيني. بدأ مسيرته الاحترافية في سنة 2003. يلعب مع فريق سان ميغيل بيرمن في الرابطة الفلبينية لكرة السلة. يحمل الرقم 71. يبلغ طوله 6 قدم 1 بوصة (1.9 م).

## المسيرة الاحترافية
لعب مع باراكو بول إنرجي من سنة 2005 إلى 2007، ثم لعب مع بارانجي جينبرا سان ميغيل من سنة 2007 إلى 2012، ثم لعب مع باراكو بول إنرجي في موسم 2012–2013، ثم لعب مع سان ميغيل بيرمن في سنة 2013.